# Инохоса дел Дуке
Инохоса дел Дуке (на испански: Hinojosa del Duque) е населено място и община в Испания. Намира се в провинция Кордоба, в състава на автономната област Андалусия. Общината влиза в състава на района (комарка) Вале де лос Педрочес. Заема площ от 533 km². Населението му е 7366 души (по преброяване от 2010 г.). Разстоянието до административния център на провинцията е 94 km.
За покровители на града се смятат свети Агустин де Ипона и Нуестра Сеньора де ла Антигуа.

## Демография
| 1900   | 1910   | 1920   | 1930   | 1940   | 1950   | 1960   | 1970   | 1981 | 1991 |
| ------ | ------ | ------ | ------ | ------ | ------ | ------ | ------ | ---- | ---- |
| 10 673 | 10 692 | 11 961 | 13 945 | 14 844 | 15 629 | 14 767 | 10 190 | 8048 | 7942 |